# St Antony's College

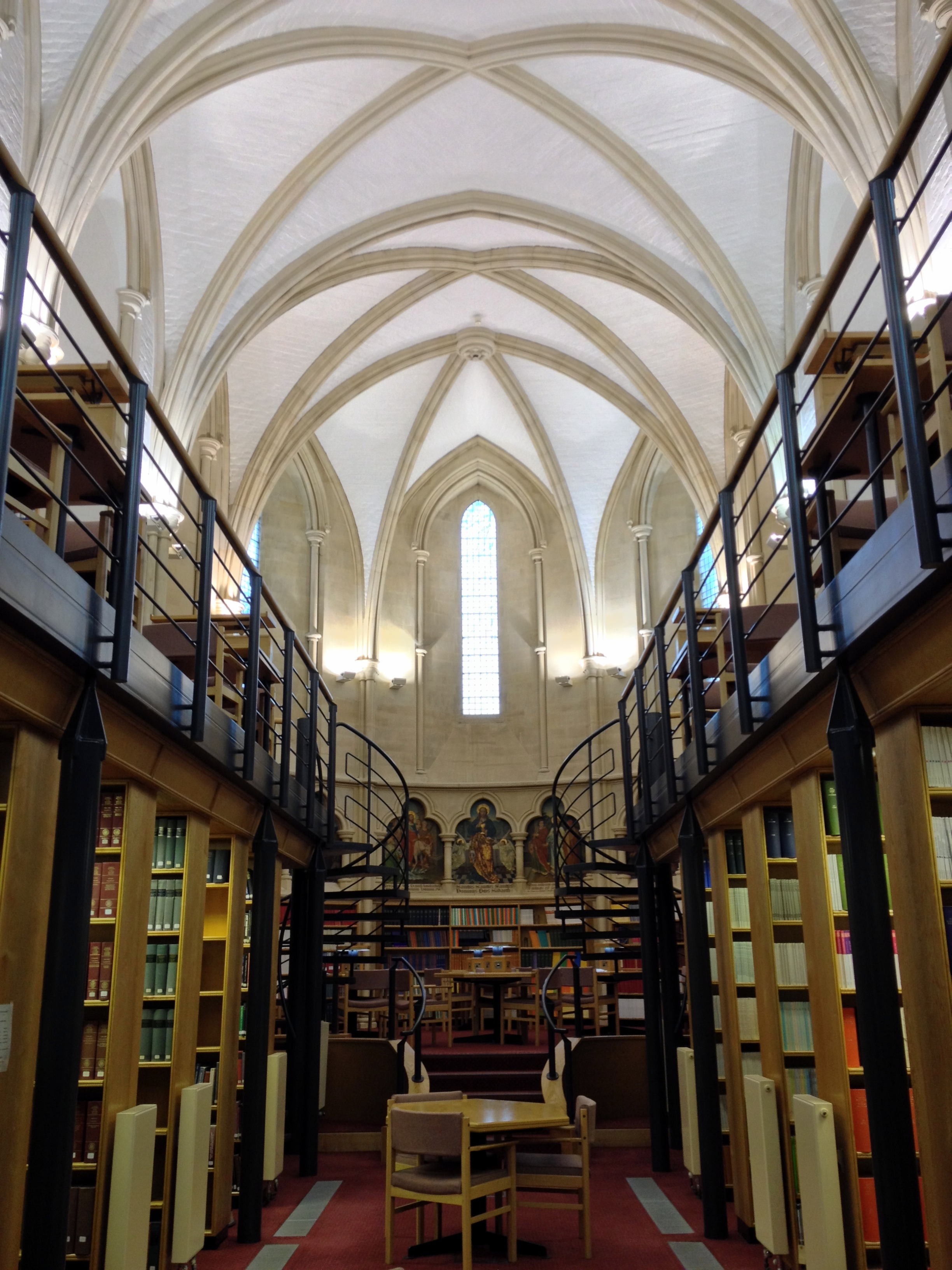
Bibliotheek

St Antony's College is een van de 39 constituerende colleges van de Universiteit van Oxford in het Verenigd Koninkrijk, gericht op master- en PhD-studenten. De instelling specialiseert zich in internationale betrekkingen, politieke wetenschappen en regiostudies. Het is het meest internationale van alle Oxford-colleges. Verschillende in regiostudies gespecialiseerde onderzoekscentra zijn aan het college verbonden, zoals het Midden-Oosten Centrum, het Latijns-Amerika Centrum, het Russische en Europese Studies Centrum en het Nissan Instituut voor Japanse Studies.
Het college bevindt zich ten noorden van het centrum van Oxford aan Woodstock Road, waaraan ook Somerville College, Green Templeton College en St Anne's College gelegen zijn.

## Geschiedenis
St Antony's is opgericht in 1950 met een gift van Sir Antonin Besse van Aden (1877-1951), een handelsman van Franse afkomst.
De naam van het college refereert aan de voornaam van de oprichter, Antonin Besse. Het was lange tijd onduidelijk naar welke heilige het college was vernoemd: Antonius van Egypte of Antonius van Padua. In 1961 koos het college definitief voor Antonius van Egypte vanwege de connecties tussen het college en het Midden-Oosten, een van de regio's waarin het college zich specialiseert. Desondanks wordt de collegevlag jaarlijks uitgehangen op de heiligendag van beide heiligen en staat er een standbeeld van de 'verkeerde' Antonius, Antonius van Padua, in een van de hoofdgebouwen, het Hilda Besse-gebouw.

## Studentenleven
St Antony's College heeft ongeveer 500 master- en PhD-studenten van meer dan 66 nationaliteiten. Ze worden vertegenwoordigd door een verkozen studentenbestuur - de Graduate Common Room (GCR). Centrale onderdelen van het studentenleven zijn de gemeenschappelijke eetzaal, de bar en een actieve roeivereniging - de St Antony's Boat Club.

## Prominente leden

### Wardens
- Sir William Deakin (1913-2005), 1950–1968
- Sir Raymond Carr (1919-2015), 1968–87
- Sir Ralf Dahrendorf (1929-2009), 1987–1997, later Lord Dahrendorf
- Sir Marrack Goulding, 1997–2006
- Roger Goodman (interim), oktober 2006 - juli 2007
- Margaret MacMillan, 2007–2017
- Roger Goodman, 2017–

### Voormalige studenten
Onder de St Antony's alumni ('Antonians') bevinden zich vele prominente politici, diplomaten en vertegenwoordigers van internationale organisaties, alsmede schrijvers en academici. Onder hen:
- Guðni Thorlacius Jóhannesson, president van IJsland
- Álvaro Uribe, voormalig president van Colombia
- Yigal Allon, voormalig premier van Israel
- Olli Rehn, Finse minister van Economische Zaken en voormalige Vice-President van de Europese Commissie
- Sigrid Kaag, Nederlandse minister van Financiën, eerder van Buitenlandse Handel en Ontwikkelingssamenwerking, en voormalige speciaal gezant van de Verenigde Naties in Syrië
- Minouche Shafik, Deputy gouverneur van de Bank of England en voormalig managing director van het Internationaal Monetair Fonds
- Thomas Friedman, journalist en drievoudig winnaar van de Pulitzerprijs
- Dexter Filkins, oorlogscorrespondent en winnaar van de Pulitzerprijs
- Anne Applebaum, voormalig editor bij The Economist

## Gebouwen

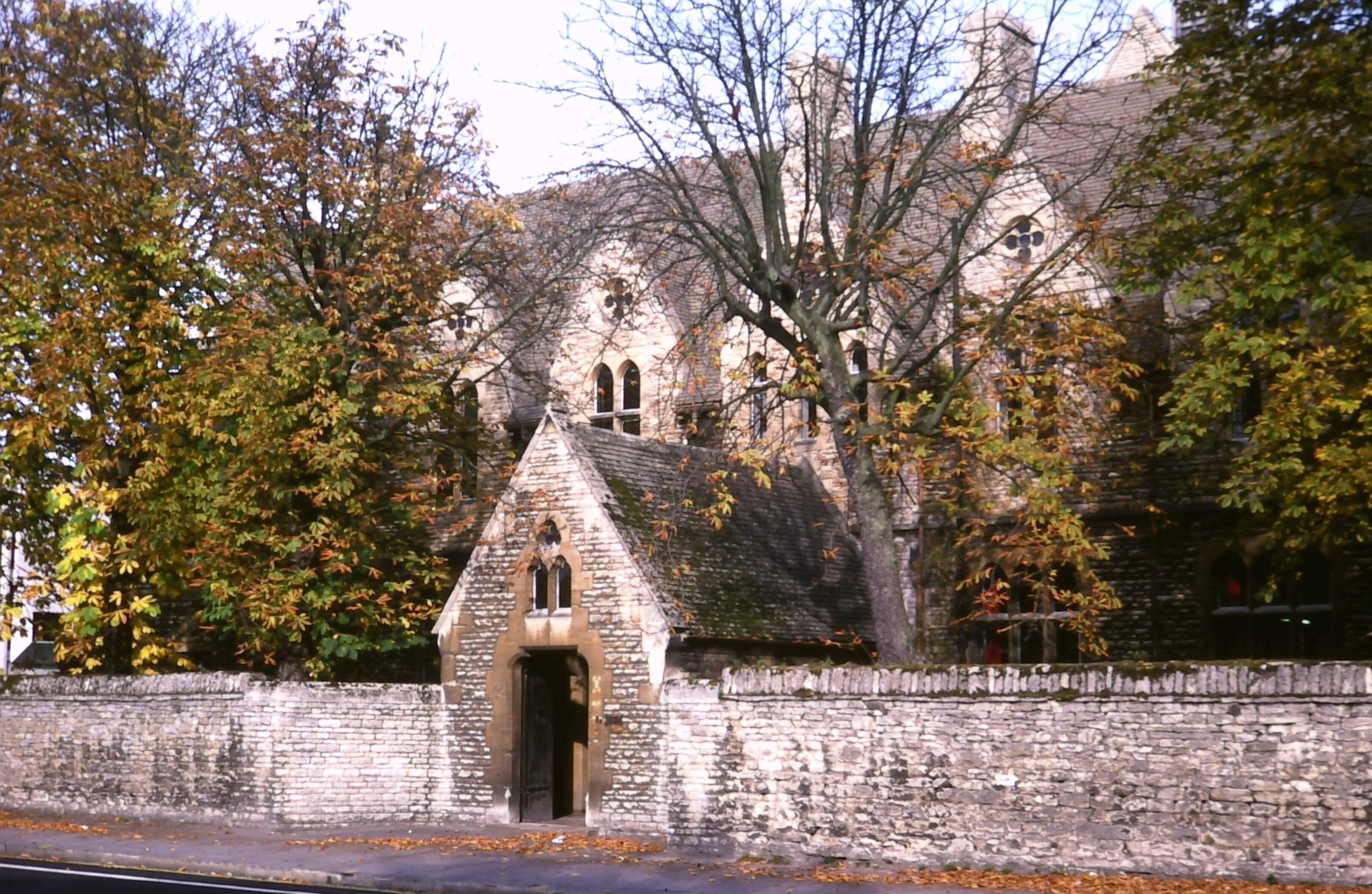
Oude hoofdingang
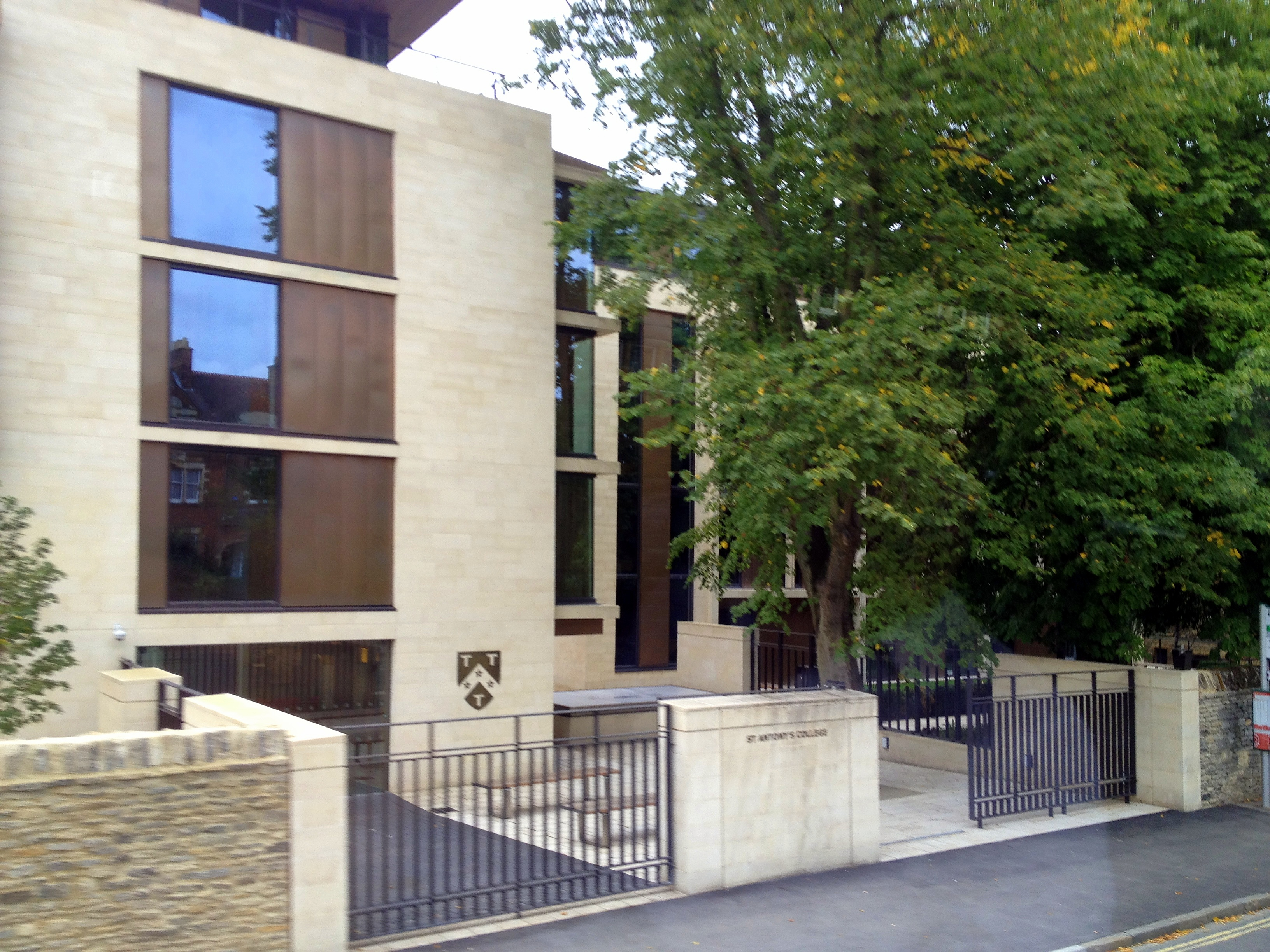
Nieuwe hoofdingang
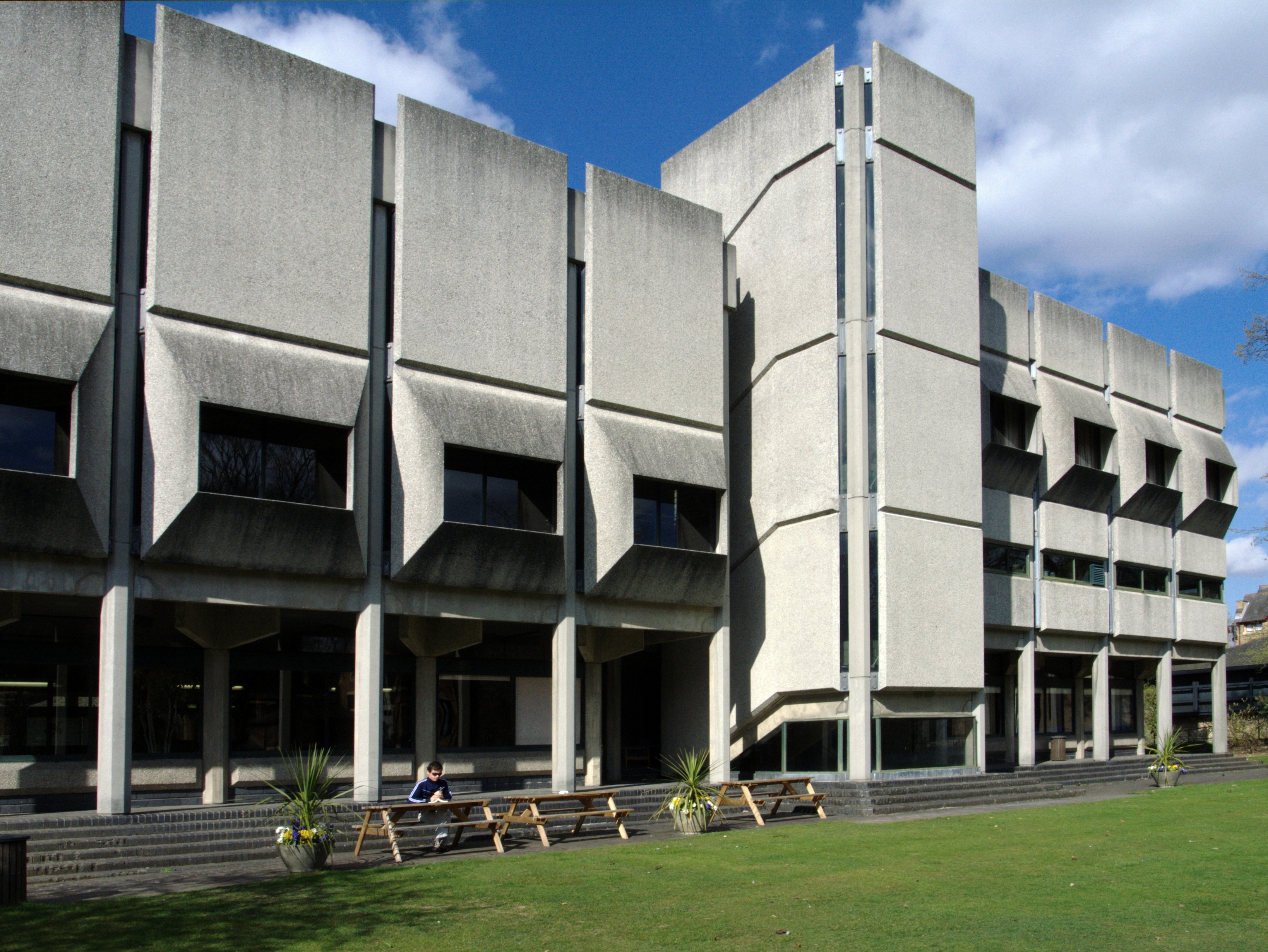
Hilda Besse gebouw
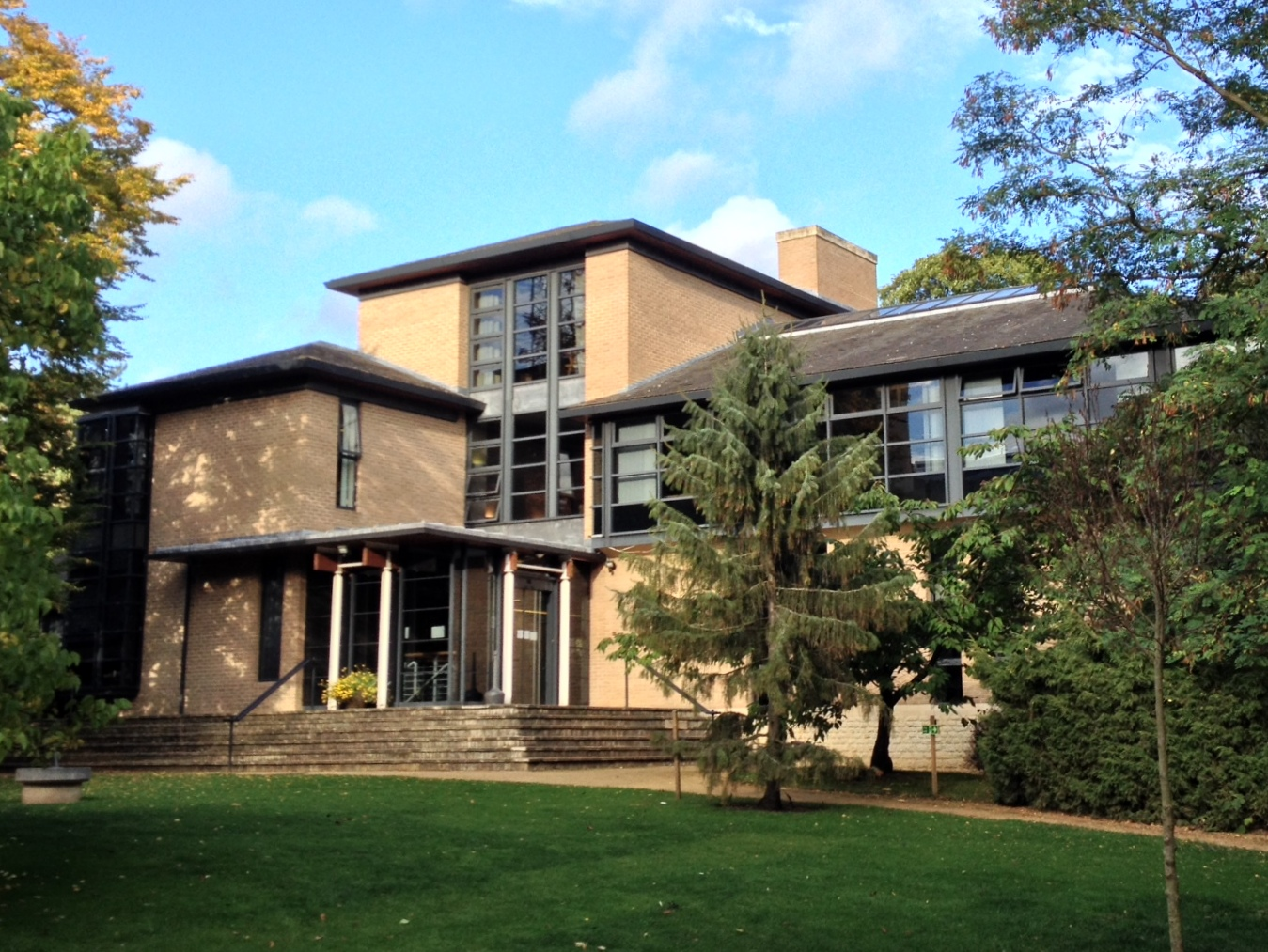
Nissan Instituut voor Japanse Studies
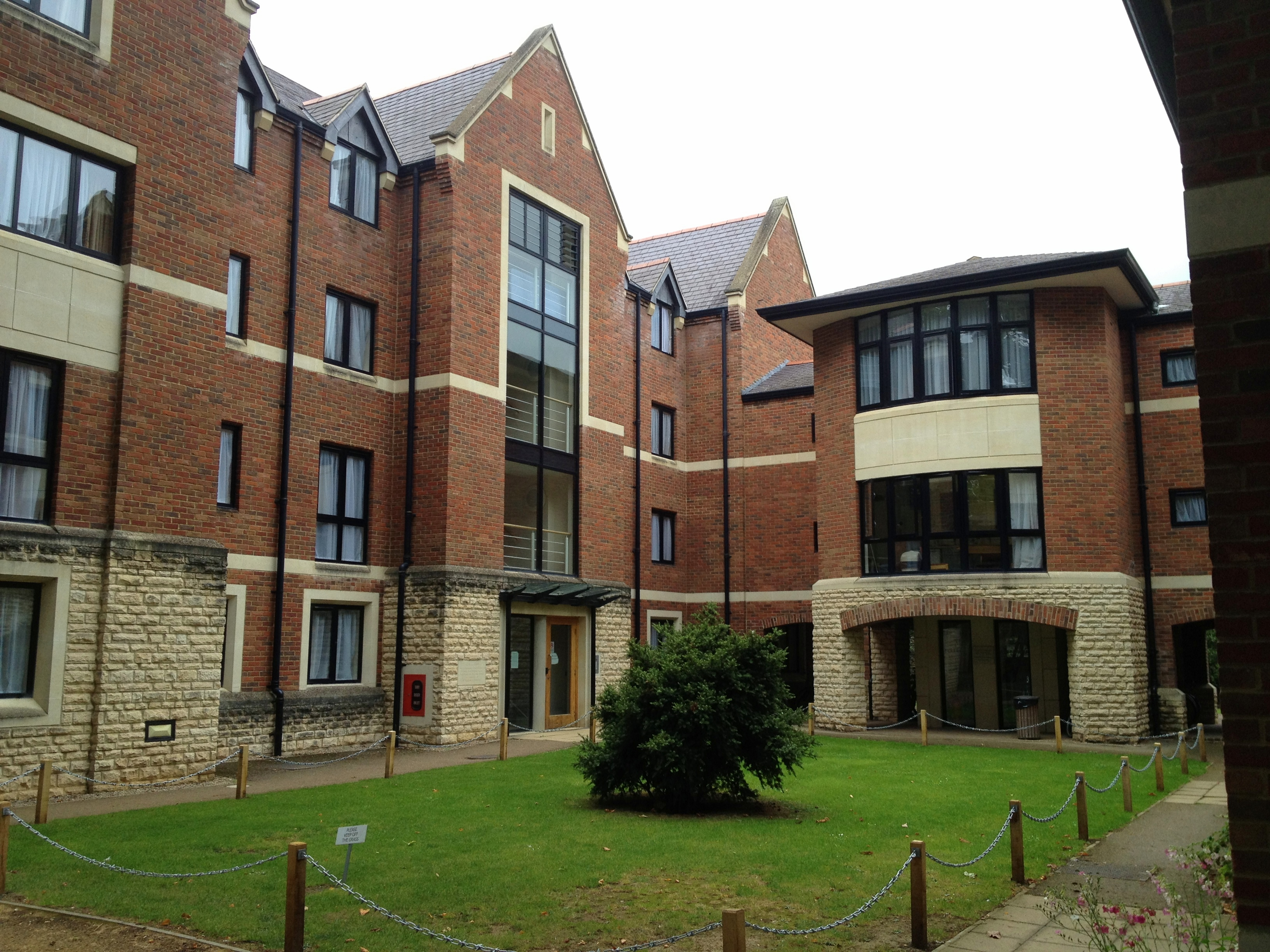
Founder's Gebouw
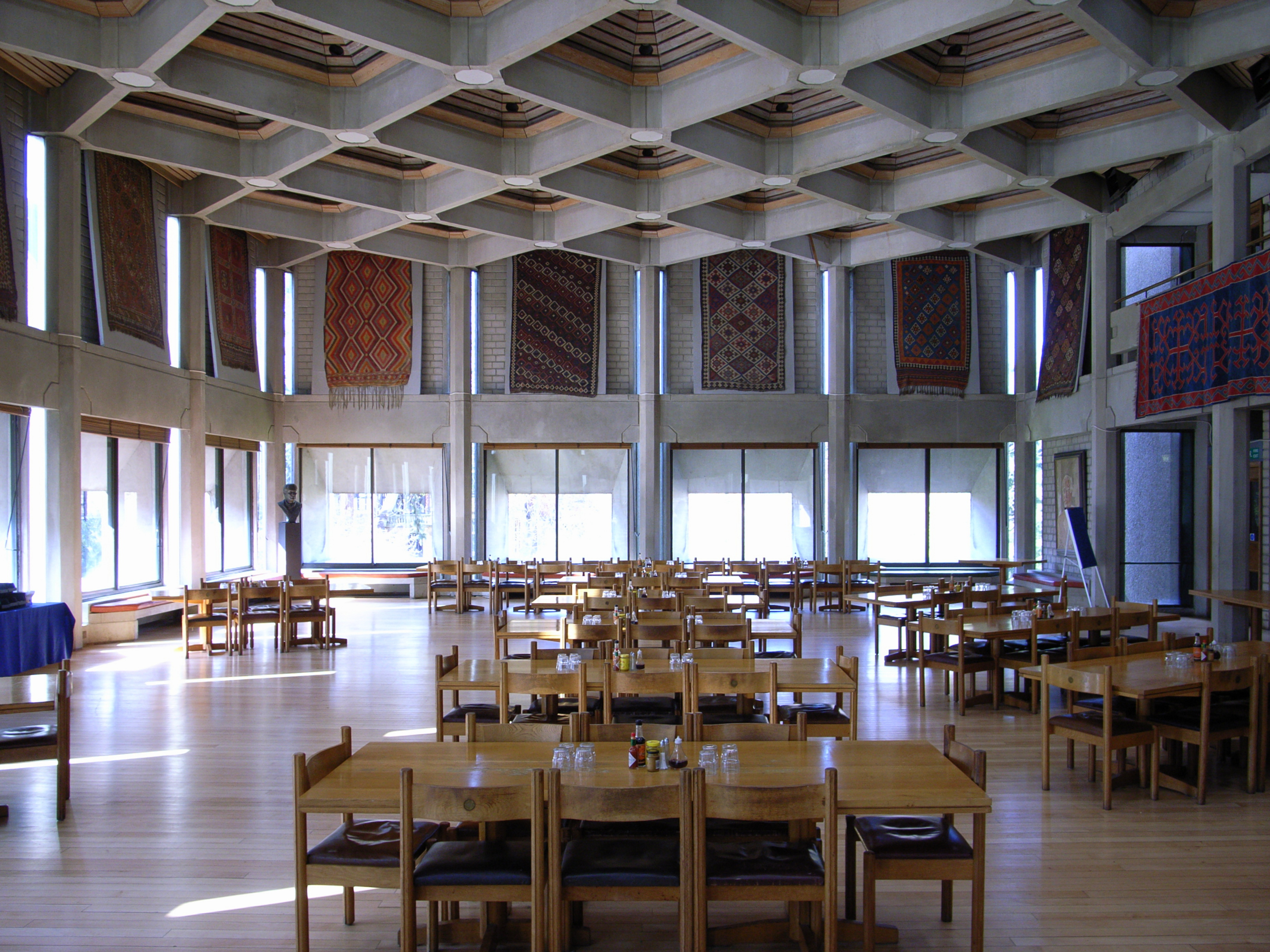
Interieur Besse gebouw